# Kirchenprovinz Oristano
Die Kirchenprovinz Oristano ist eine der drei Kirchenprovinzen der Kirchenregion Sardinien der römisch-katholischen Kirche in Italien.
Gliederung
- Erzbistum Oristano
  - Bistum Ales-Terralba